# Kudamatsu
Kudamatsu (下松市, Kudamatsu-shi) és una ciutat de la prefectura de Yamaguchi, al Japó.
El febrer de 2016 tenia una població estimada de 56.480 habitants i una densitat de població de 632 habitants per km². Té una àrea total de 89,35 km².

## Geografia
Kudamatsu està situada al sud-oest de la prefectura de Yamaguchi, de cara al mar de Kasado pel sud. El riu Yone creua l'àrea forestal del nord de la ciutat d'est a oest.

## Història
Kudamatsu fou fundada el 3 de novembre de 1913 com a resultat de la fusió de l'antic poble de Kudamatsu i les viles de Hanaoka, Kubo i Suetake-minami; tots del districte de Tsuno.